# (72608) 2001 FL17
(72608) 2001 FL17 – planetoida z pasa głównego asteroid okrążająca Słońce w ciągu 5,2 lat w średniej odległości 3 j.a. Odkryta 19 marca 2001 roku.